# Рачьи пиявки
Рачьи пиявки, или бранхиобделлиды (Branchiobdellida) — отряд пиявок (Hirudinea). Занимает наиболее базальное положение среди пиявок, сохраняя большое количество признаков, сближающих их с малощетинковыми червями. Включает единственное семейство Branchiobdellidae и 4 подсемейства: Branchiobdellinae, Cambarincolinae, Bdellodrilinae и Xirolodrilinae (иногда их ранг повышается до семейства).

## Название
Рачьи пиявки получили своё название в связи с тем, что для них показан паразитизм на поверхности тела раков (Astacidea), кровь (гемолимфа) которых служит пищей некоторым видам бранхиобделлид.
Латинское название образовано от названия типового представителя — Branchiobdella (Odier, 1823), которое, в свою очередь, образовано от греч. βράγχια ‘жабры’ и βδέλλᾰ ‘пиявка’.

## Описание
Бранхиобделлиды относятся к числу наиболее миниатюрных пиявок. Длина тела взрослых особей варьирует в пределах 0,8—1,0 мм. Тело чаще всего имеет веретеновидную или палочковидную форму, однако для некоторых видов характерна грушевидная форма с вентральным (брюшным) либо дорзо-вентральным (спинно-брюшным) уплощением.
Тело подразделено на отделы, головной и туловищный, и состоит из 15 сегментов. Головной отдел снаружи выглядит нерасчленённым, головная лопасть (простомиум) отсутствует. I сегмент, перистомиум, образует верхнюю и нижнюю губы, иногда также несёт лопасти или небольшие щупальца. В его состав входит 4 сливающихся сегмента, различимых благодаря метамерии нервной системы. Оставшиеся 11 сегментов приходятся на туловищный сегмент; передние 8 из них хорошо развиты, обладают выраженными диссепиментами, в то время как 3 задних сегмента не столь различимы. Туловищные сегменты вторично расчленяются на 2 кольца, большое переднее и маленькое заднее; у некоторых видов переднее кольцо дополнительно разделяется ещё на два (отмечается сходство вторичной кольчатости с таковой у малощетинковых червей семейства Lumbriculidae). Последний (XV) сегмент тела разрастается, образуя мускулистую заднюю присоску дисковидной формы, однако присоска эта развита сравнительно слабо (у других групп пиявок она образована не менее, чем 4 сегментами). Щетинки на теле отсутствуют. Полость тела (целом) хорошо развита в пределах туловищного отдела, однако редуцируется в головном отделе, а также задней присоске
Пищеварительный тракт сквозной. Ротовое отверстие окружено мышечным валиком, несущим сосочки, число которых чаще всего равно 16. Имеется мощная мускулистая глотка, в передней части несущая парные хитиноидные челюсти разной величины, иногда с зубцами. Пищевод короткий, постепенно расширяющийся в среднюю кишку. Также присутствует желудок и кишка, заканчивающаяся анальным отверстием, открывающимся на спинной стороне XIV сегмента, перед задней присоской. Пищеварение внеклеточное, происходит в желудке и кишечнике.
И на переднем, и на заднем конце тела имеются органы прикрепления, состоящие из железистых клеток, способных секретировать гранулы, способствующие либо присасыванию пиявки к субстрату, либо откреплению от него. Благодаря этому бранхиобделлиды способны моментально разрывать и образовывать новые связи с субстратом. Передний орган прикрепления располагается на брюшной поверхности нижней губы перистомиума, в то время как задний соответствует присоске.
Имеется 2 пары нефридиев. Передняя пара располагается асимметрично в VI—VIII сегментах и имеет протоки, открывающиеся по отдельности либо впадающие в общую дорзальную пору на VII сегменте. Задняя пара имеет симметричное расположение и занимает XII сегмент, протоки открываются по отдельности и латерально на XIII сегменте.
Кровеносная система представлена брюшным и спинным сосудами, соединёнными 4 парными боковыми ветвями в головном отделе и единичными парами ветвей в сегментах V, XI и XIV. Начиная с сегментов VII—XI спинной сосуд переходит в синус, окружающий эпителий кишечника. Циркуляция крови обеспечивается за счёт сокращения дорзальной стенки спинного сосуда во II—IV сегментах.
Центральная нервная система представлена мозгом (головным ганглием), окологлоточными коннективами и брюшной нервной цепочкой, идущей вплоть до последнего сегмента. В каждом сегменте располагается 1 пара ганглиев. В сегментах IX и X брюшная нервная цепочка смещается латерально в связи с развитием в этой области семяприёмников и мужской половой системы.
Семенников 1 пара (реже 2 пары), они занимают IX и X сегменты; сперматозоиды развиваются в отдельных сферических карманах, называемых цитофорами, которые свободно плавают в полости тела этих сегментов. Форма сперматозоидов крайне разнообразна и является определительным признаком среди родов и видов рачьих пиявок. Имеется пара выносящих каналов, несущих ресничные воронки и сливающиеся в единый семяпровод, впадающий в железистый атриум (или атрий), располагающийся в X сегменте. Атриум снабжён железистыми клетками в области впадения семяпроводов, получившими название простатической желёзки. Дистальный конец атриума образует пенис, расположенный обыкновенно в мускулистой пениальной сумке (иногда может отсутствовать) и способный выворачиваться наружу. У некоторых видов пенис подвергается редукции. Мужское половое отверстие (гонопора) открывается с брюшной стороны X сегмента посередине. Семяприёмник располагается в IX сегменте и открывается вентрально мускулистым протоком (отсутствует у представителей родов Ellisodrilus and Caridinophila). Яичников 1 пара, расположенная в XI сегменте на переднем диссепименте. Яйцеклетки претерпевают созревание в полости тела. Яйцеводы короткие, открываются на брюшной стороне XII сегмента.
Наблюдался как однонаправленный, так и реципрокный (взаимный) обмен сперматозоидами при копуляции. Откладка сперматофоров на поверхность эпителия была показана лишь для 2 видов рода Xironogiton, обладающих очень маленькими семяприёмниками. Железы пояска участвуют в образовании кокона и питательных веществ для развития эмбрионов. Коконы имеют ножку. Эмбрионы лецитотрофны; развитие личинки происходит внутри яйцевых оболочек за счёт питания альбумином. При температуре 20—22 °C развитие протекает в течение 10—12 дней; вылупление происходит на поверхности хозяина-ракообразного.

## Образ жизни и экология
Относятся к числу исключительно пресноводных видов, однако способны выдерживать солёность до 3,3 ppt на окраинах заливов. Для рода Cambarincola показана способность переживать существенное пересыхание водоёмов: так, они остаются в живых после обезвоживания практически на половину массы своего тела.
Питание рачьих пиявок разнообразно. Внутри их пищеварительной системы находили остатки детрита, нитчатых водорослей, диатомей, инфузорий, круглых и малощетинковых червей, личинок насекомых и других бранхиобделлид. Помимо этого, питаются отделяющимися тканями своих ракообразных хозяев — в частности, повреждающимися жабрами — и тем самым являются их комменсалами. Некоторые виды переходят к питанию кровью раков, становясь тем самым их эктопаразитами.
Рачьи пиявки были найдены на поверхности астацид, голубых крабов, пресноводных креветок и равноногих ракообразных.

## Паразиты и комменсалы
На поверхности тела бранхиобделлид были найдены обрастатели, относящиеся к сидячим инфузориям и коловраткам.
В целомической полости этих пиявок на юго-западе США неоднократно обнаруживались мезоцеркарии трематоды Pharyngostomoides procyonis. Сведения о предположительном паразитизме круглого червя Dioctophyme renale на бранхиобделлидах в качестве промежуточных хозяев были опровергнуты.

## Географическое распространение
Обитают в Голарктике. Наибольшее разнообразие видов показано для Северной Америки; в Европе долгое время обнаруживались лишь представители рода Branchiobdella. Однако, в связи с коммерческой перевозкой ракообразных, употребляемых в пищу, а также развитием аквариумистики и аквакультур, ареалы многих видов претерпели расширение. На настоящий момент типично североамериканские бранхиобделлиды были обнаружены в Японии, Европе и, возможно, Северной Африке.

## Таксономия

### Систематическое положение
Длительное время оставалось неясным, какое систематическое положение в составе поясковых червей (Clitellata) занимают бранхиобделлиды. На основании морфологических данных их попеременно сближали то с пиявками, то с малощетинковыми червями (из сем. Lumbriculidae). В качестве свидетельств близости бранхиобделлид к пиявкам приводились такие признаки, как наличие присоски и челюстного аппарата, а также редукция щетинок; с люмбрикулидами их сближают многие черты внутренней организации, в особенности устройства половой системы. Полагалось, что рачьи пиявки могут занимать промежуточное положение между этими группами.
Современные молекулярные исследования показали, что рачьи пиявки образуют с другими группами пиявок монофилетическую группу, однако занимают базальное положение. Помимо этого, было установлено, что пиявки являются дочерним таксоном по отношению к малощетинковым червям, причём сестринской группой по отношению к ним приходятся люмбрикулиды. Эти данные объясняют одновременное наличие у бранхиобделлид признаков обеих групп.
|  | Рачьи пиявки (Branchiobdellida)                                                                           |
|  | |
|  | \| \| Щетинконосные пиявки (Acanthobdellida) \| \| \| \| \| \| Настоящие пиявки (Euhirudinea) \| \| \| \| |
|  | |
|  | Щетинконосные пиявки (Acanthobdellida)                                                                    |
|  | |
|  | Настоящие пиявки (Euhirudinea)                                                                            |
|  | |

|  | Щетинконосные пиявки (Acanthobdellida) |
|  |                                        |
|  | Настоящие пиявки (Euhirudinea)         |
|  |                                        |

|  | Рачьи пиявки (Branchiobdellida)                                                                           |
|  | |
|  | \| \| Щетинконосные пиявки (Acanthobdellida) \| \| \| \| \| \| Настоящие пиявки (Euhirudinea) \| \| \| \| |
|  | |
|  | Щетинконосные пиявки (Acanthobdellida)                                                                    |
|  | |
|  | Настоящие пиявки (Euhirudinea)                                                                            |
|  | |

|  | Щетинконосные пиявки (Acanthobdellida) |
|  |                                        |
|  | Настоящие пиявки (Euhirudinea)         |
|  |                                        |

|  | Рачьи пиявки (Branchiobdellida)                                                                           |
|  | |
|  | \| \| Щетинконосные пиявки (Acanthobdellida) \| \| \| \| \| \| Настоящие пиявки (Euhirudinea) \| \| \| \| |
|  | |
|  | Щетинконосные пиявки (Acanthobdellida)                                                                    |
|  | |
|  | Настоящие пиявки (Euhirudinea)                                                                            |
|  | |

|  | Щетинконосные пиявки (Acanthobdellida) |
|  |                                        |
|  | Настоящие пиявки (Euhirudinea)         |
|  |                                        |

|  | Рачьи пиявки (Branchiobdellida)                                                                           |
|  | |
|  | \| \| Щетинконосные пиявки (Acanthobdellida) \| \| \| \| \| \| Настоящие пиявки (Euhirudinea) \| \| \| \| |
|  | |
|  | Щетинконосные пиявки (Acanthobdellida)                                                                    |
|  | |
|  | Настоящие пиявки (Euhirudinea)                                                                            |
|  | |

|  | Щетинконосные пиявки (Acanthobdellida) |
|  |                                        |
|  | Настоящие пиявки (Euhirudinea)         |
|  |                                        |

### Классификация
Отряд включает в себя единственное семейство Branchiobdellidae с 4 подсемействами, в состав которых входят следующие роды:
Подсемейство Branchiobdellinae
1. Ankyrodrilus
2. Branchiobdella
3. Xironogiton

Подсемейство Xironodrilinae
1. Xironodrilus

Подсемейство Bdellodrilinae
1. Bdellodrilus
2. Cronodrilus
3. Uglukodrilus

Подсемейство Cambarincolinae
1. Cambarincola
2. Ceratodrilus
3. Ellisodrilus
4. Magmatodrilus
5. Oedipodrilus
6. Pterodrilus
7. Sathodrilus
8. Tettodrilus
9. Triannulata

## Генетика
Диплоидный набор хромосом (2n) у Branchiobdella parasita равен 10, у Branchiobdella kozarovi — 12, у Branchiobdella astaci — 14.